# Triplerapid miracol 900

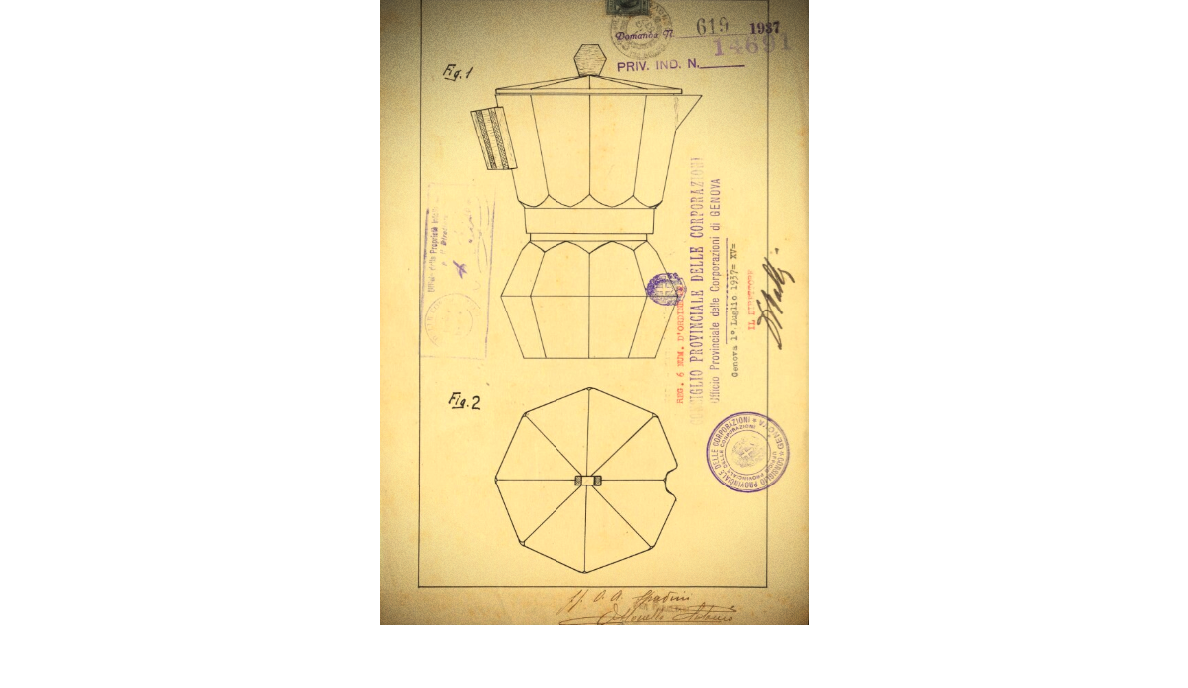
Brevetto della Caffettiera di Amleto Spadini - 1937

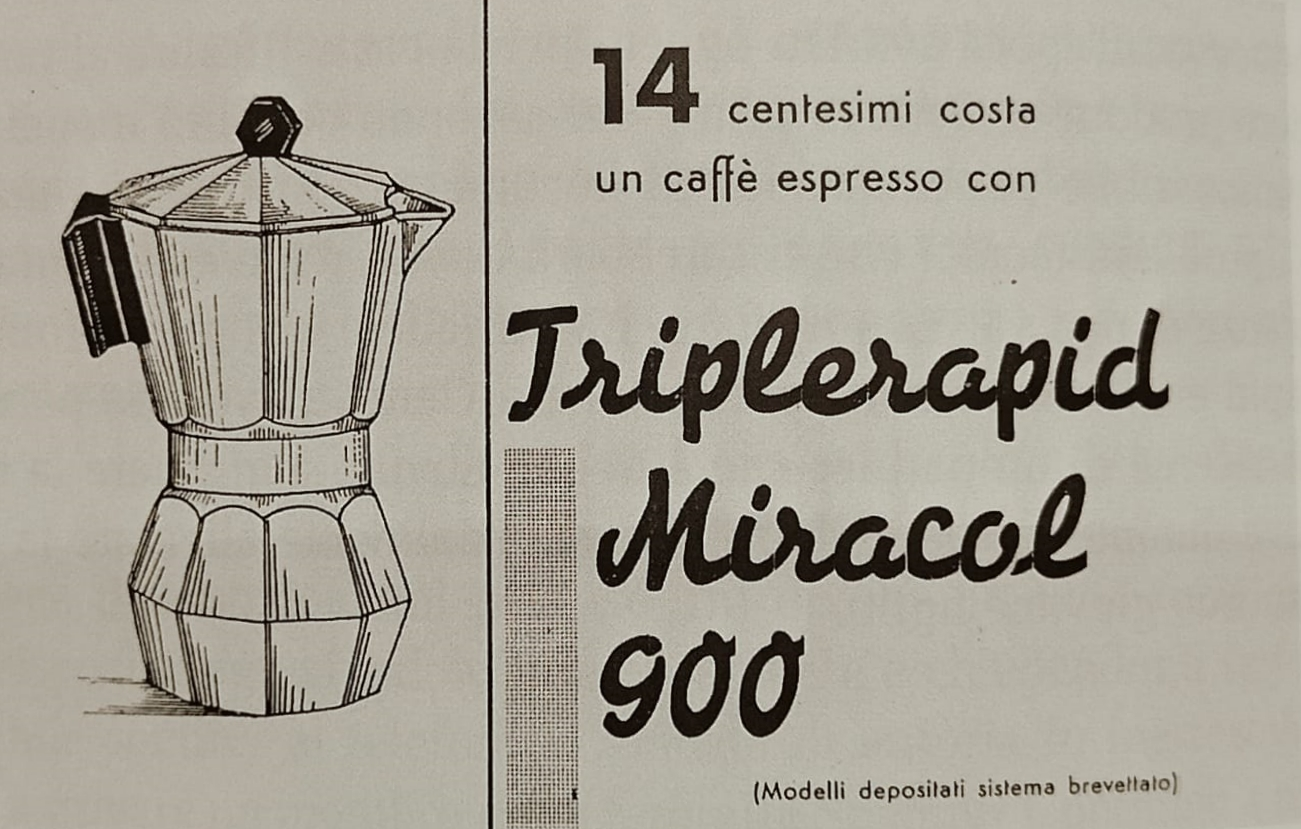
pubblicità del 1937 della Ttiplerapid miracol 900

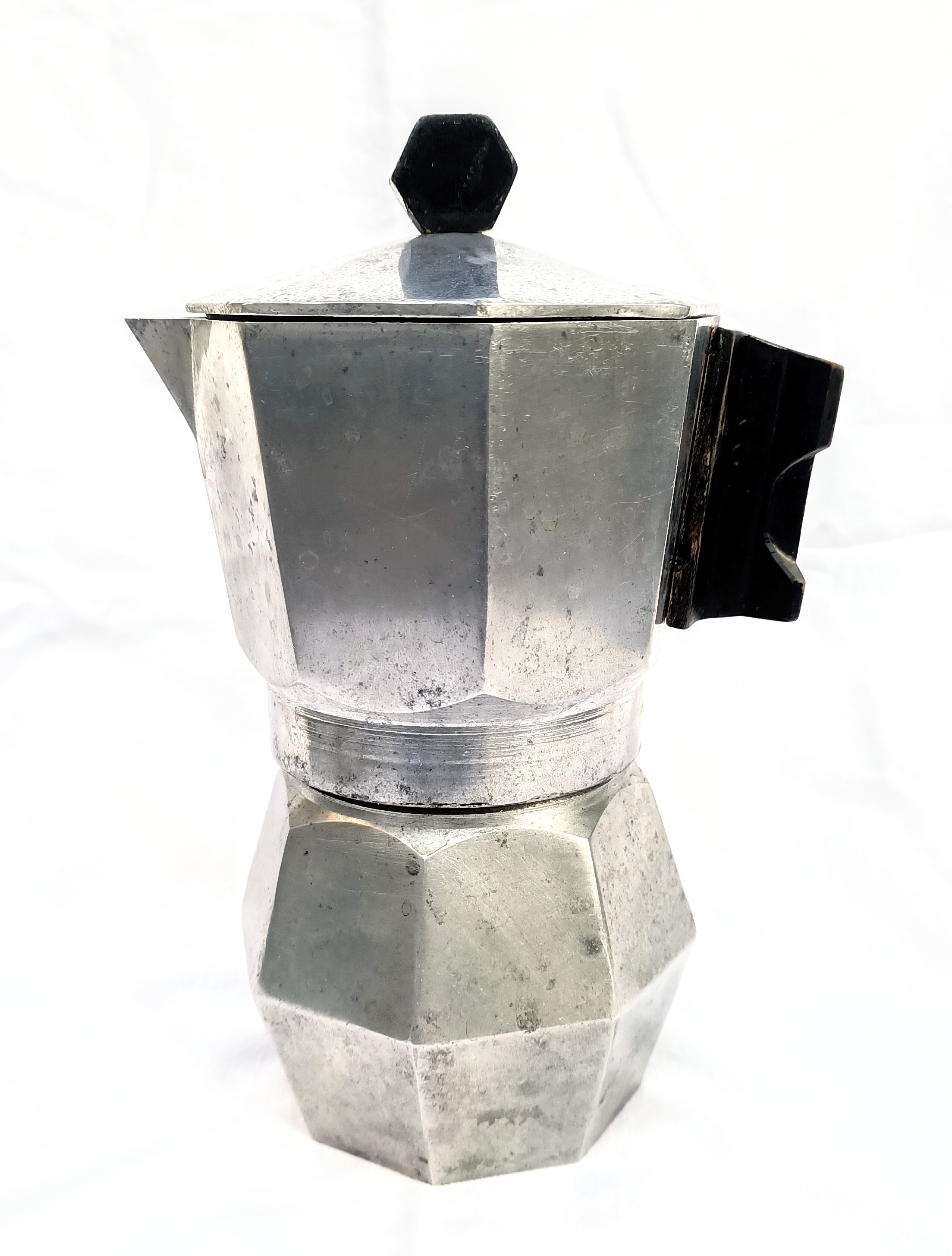
Triplerapid Miracol 900 - Amleto Otello Spadini - modello da 6 tazze

La Triplerapid Miracol 900 fu una caffettiera prodotta dal 1937 al 1940 dalla quale derivò successivamente la Bialetti Moka Express.

## Storia
Il giorno 1 luglio 1937, Amleto Otello Spadini di Genova presentò domanda per un brevetto di modello ornamentale per una caffettiera dal titolo: "Recipiente a superficie sfaccettata specialmente adatto per preparare e servire il caffè." Le sue caratteristiche costruttive consistevano in un accoppiamento a vite tra la caldaia (elemento inferiore)  e il bricco (elemento superiore). Al'interno vi era posto un filtro e controfiltro. Il coperchio era sprovvisto di cerniera. 
L'innovazione principale fu l'enorme robustezza dovuta al procedimento produttivo ovvero la fusione dell'alluminio in conchiglia. Tale brevetto fu pubblicato sulla Gazzetta Ufficiale del Regno d'Italia e sul Bollettino della proprietà intellettuale.
La caffettiera fu pubblicizzata con un nome vagamente ispirato alla lingua inglese storpiando la parola "miracle" in "miracol" per scriverla esattamente come pronunciata. Il termine "triplerapid" si riferiva alla velocità di estrazione tre volte più rapida rispetto ad altri sistemi similari, come per esempio la caffettiera "Sovrana" brevettata il 17 settembre 1932.
La Triplerapid miracol 900 fu commercializzata fino allo scoppio della seconda guerra mondiale e successivamente, una volta scaduto il brevetto, nel 1947 venne leggermente modificata dalla Fonderia Bialetti per creare la prima caffettiera "Moka Express".